# Éribuline
L'éribuline mesylate est un antinéoplasique fabriqué par le laboratoire Eisai Co.. C'est une cétone macrocyclique synthétique analogue du macrolide halichondrine B (en), isolée en 1986 à partir de l'éponge japonaise Halichondria okadai,.
Ce composé anticancéreux est autorisé depuis 2010 aux États-Unis dans le traitement du cancer du sein métastatique en troisième ligne.

## Mécanisme d'action
L'érubiline est un inhibiteur du métabolisme des microtubules,.